# Agulla herbsti
Agulla (Agulla) herbsti is een kameelhalsvliegensoort uit de familie van de Raphidiidae. De soort komt voor in het Nearctisch gebied.
Agulla (Agulla) herbsti werd voor het eerst wetenschappelijk beschreven door Esben-Petersen in 1912.